# Clinostomus elongatus
Clinostomus elongatus – gatunek słodkowodnej ryby z rodziny karpiowatych (Cyprinidae). Gatunek typowy rodzaju Clinostomus.

## Występowanie
Występuje na terenach USA i Kanady, w wolno płynących wodach, porośniętych gęstą roślinnością. Spotykany w rzece Susquehanna uchodzącej do Zatoki Chesapeake, w rzekach i strumieniach zasilających system Wielkich Jezior Północnoamerykańskich oraz w rzece Ohio.